# Tỉnh ủy Moskva

Huy hiệu của Đảng bộ Moskva

Ban Chấp hành Tỉnh Moskva Đảng Cộng sản Liên Xô (tiếng Nga: Московского областного комитета КПСС) được gọi tắt là Tỉnh ủy Moskva là cơ quan lãnh đạo Đảng Cộng sản Liên Xô tại tỉnh Moskva. Tỉnh ủy Moskva được thành lập vào ngày 24/1/1929 là tỉnh công nghiệp trung ương và bị bãi bỏ ngày 24/8/1991, mặc dù trước đó tháng 6/1991 quyền lực thuộc về thống đốc tỉnh Moskva. Đứng đầu Tỉnh ủy Moskva là Bí thư thứ nhất theo thông lệ thường do Bộ Chính trị hoặc Tổng Bí thư Đảng Cộng sản Liên Xô bổ nhiệm.

## Bí thư thứ nhất Tỉnh ủy
| Chân dung | Họ và tên                       | Nhiệm kỳ   | Nhiệm kỳ   | Ghi chú                                     |
| Chân dung | Họ và tên                       | Bắt đầu    | Kết thúc   | Ghi chú                                     |
| --------- | ------------------------------- | ---------- | ---------- | ------------------------------------------- |
|           | Karl Baumann 1892–1937          | 24/1/1929  | 22/4/1930  |                                             |
|           | Lazar Kaganovich 1893–1991      | 22/4/1930  | 7/3/1935   | Bí thư thứ nhất Thành ủy Moskva (1930-1934) |
|           | Nikita Khrushchev 1894–1971     | 7/3/1935   | 10/2/1938  | Bí thư thứ nhất Thành ủy Moskva (1934-1938) |
|           | Aleksandr Ugarov 1900–1939      | 10/2/1938  | 2/11/1938  | Bí thư thứ nhất Thành ủy Moskva (1938)      |
|           | Alexander Shcherbakov 1901–1945 | 2/11/1938  | 10/5/1945  | Bí thư thứ nhất Thành ủy Moskva (1938-1945) |
|           | Georgy Popov 1906–1968          | 12/6/1945  | 16/12/1949 | Bí thư thứ nhất Thành ủy Moskva (1945-1950) |
|           | Nikita Khrushchev 1894–1971     | 16/12/1949 | 10/3/1953  |                                             |
|           | Nikolai Mikhailov 1906–1982     | 10/3/1953  | 25/3/1954  |                                             |
|           | Ivan Kapitonov 1915–2002        | 27/3/1954  | 2/3/1959   |                                             |
|           | Pyotr Demichev 1918–2010        | 2/3/1959   | 6/7/1960   | Bí thư thứ nhất Thành ủy Moskva (1960-1962) |
|           | Grigory Abramov 1918–           | 6/7/1960   | 1/1963     |                                             |
|           | Vasily Konotop 1916–1995        | 15/12/1964 | 16/11/1985 |                                             |
|           | Valentin Mesyats 1928–          | 16/11/1985 | 14/12/1990 |                                             |
|           | Boris Balashov 1941–            | 15/12/1990 | 29/8/1991  |                                             |